# Artibeus inopinatus
Artibeus inopinatus е вид прилеп от семейство Американски листоноси прилепи (Phyllostomidae).

## Разпространение
Видът е разпространен в Гватемала, Никарагуа, Салвадор и Хондурас.